# مقبرة نخت

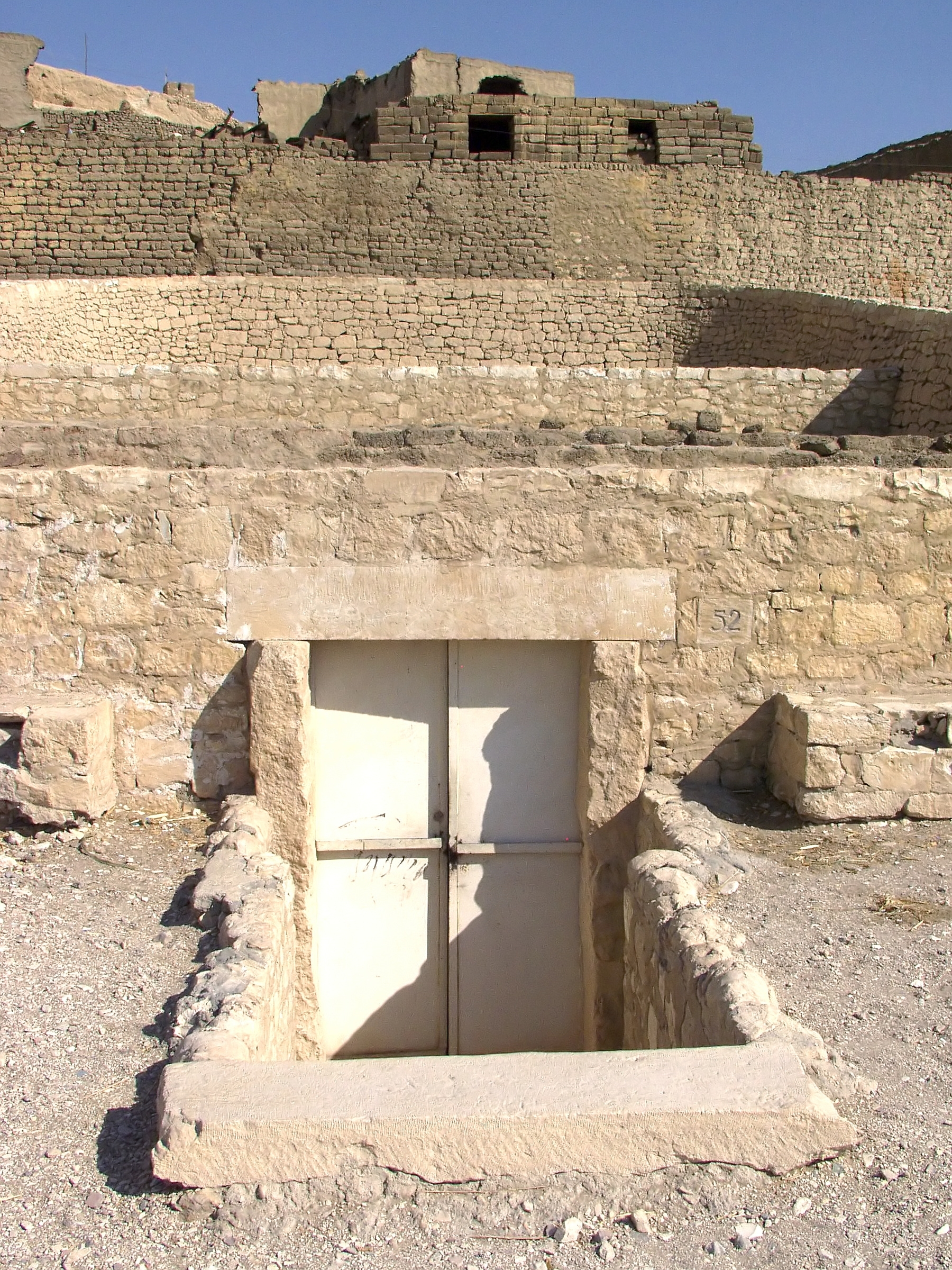
مقبرة نخت، (TT52)، من الأسرة الثامنة عشرة

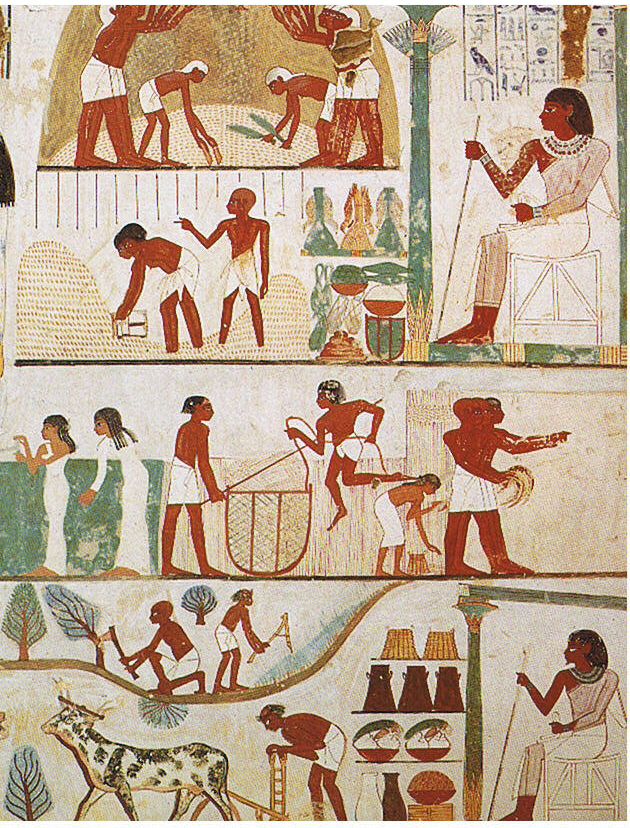
مجموعة من الفتيات يتبادلن ألوان الحديث بجانب السماع إلى العزف.

مقبرة نخت، تعود إلى نخت، تحمل الرقم (TT52) ، كان «نخت» (بالإنجليزية: Nakht)‏، كاتباً للمخازن في عهد الملك «تحتمس الرابع» من الأسرة الثامنة عشرة، عاش في عهد تحتمس الثالث وتحتمس الرابع وكان هو المسئول عن صناعة النبيذ والعنب ومن ألقابه منجم آمون والكاتب ومتخصص في علم الفلك والمنشد المقرب للاله رع.

## أهمية المقبرة
تعتبر هذه المقبرة وهي على صغرها من أشهر مقابر الأشراف في المنطقة وذلك لما بها من مناظر جميلة ذات الوان ناضرة، وتشبه مناظرها إلى حد كبير المناظر المسجلة على جدران الصالة العرضية في مزار مقبرة مننا التي تحدثنا عنها من قبل. وقد اتخذت هذه المقبرة في شكلها العام التخطيط المعمارى لمقبرة الشريف في الاسرة الثامنة عشرة، إلا انه من الملاحظ ان الصالة العرضية في مقبرة نخت انحرفت انحرافا شديدا عن محور المقبرة، ربما لرداءة الصخر امام الصالة الطولية فتكاد تكون مربعة وقد حفر بداخلها البئر الذي يؤدى إلى حجرة الدفن.

## مكونات المقبرة

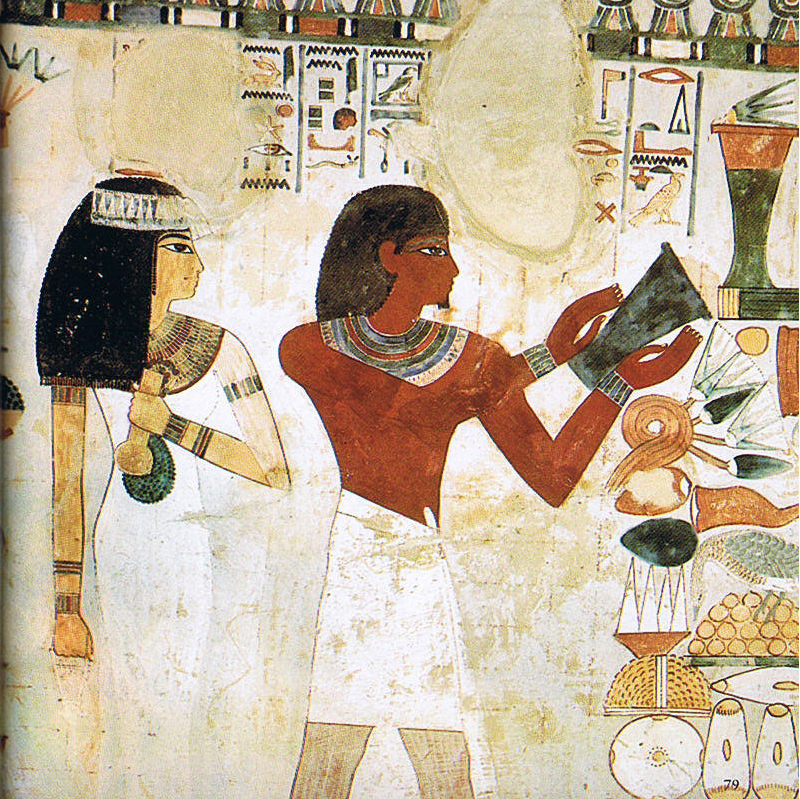
نخت، الأسرة 18

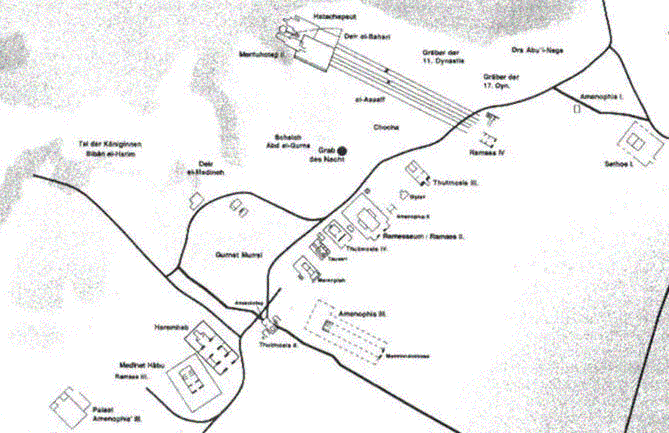
مخطط لمقبرة نخت

تتكون مقبرته من مدخل يوصل إلى صالة عرضية، توصل بدورها إلى صالة طولية، تنتهى بنيش niche (حيث يوجد التمثال). والغرفة الأولى فقط هي التي يوجد على جدرانها صور بديعة لا تزال محتفظة بجمالها.ومعظم هذه الصور تُمثل الحياة الزراعية في مصر القديمة من حرث الأرض وبذر القمح وحصاده، وكذلك مناظر قطف العنب وعصره، وصناعة النبيذ. كما توجد مناظر للصيد في البر والبحر، ومناظر لمجالس الموسيقى والرقص.

## وصف المقبرة
الصالة العرضية:
الصالة العرضية للمزار وهي الجزء الوحيد المرسوم يشاهد على جدار المدخل على اليسار نخت وزوجته وهو يصب الزيوت العطرة على التقدمات ثم وهو يشرف على الأعمال الزراعية، فهناك كيل القمح وذرية حصاد القمح وحزمة في شباك لنقله وحرث الحقل، ومما يلفت النظر هنا ذلك الرجل العجوز ذا الشعر المهمل ومعه ثوره وهو يتكئ فوق طوالة المحراث. ويشاهد على الجدار الضيق على اليسار باب وهمى عليه منظر آخر لآلهتين يتوسطهما مجموعة من التقدمات المختلفة المتنوعة وقد اتخذت كل ألهة الهيئة الأنسانية وميزها الفنان بوضع رمز لشجرة فوق رأسها ربما لترمز لألهة الشجر أو للألهة نوت. اما الحائط المواجه إلى اليسار فيرى عليه بقايا منظر يهيج لإحدى الولائم حيث يجتمع الضيوف من الجنسين ويعزف لهم رجل ضرير جالس على «الهارب» بينما جلس خلفه على حصيرة مجموعة من الفتيات يتبادلن ألوان الحديث بجانب السماع إلى العزف، اسفل هذا المنظر هناك مجموعة من الرجال، وهم يستمتعون بأنغام الفرقة الموسيقية التي تتكون من ثلاثة من الفتيات الأولى تعزف على «الهارب» والثانية تعزف على العود وترقص في نفس الوقت والثالثة تنفخ في المزمار. ويلاحظة طرز الملابس وأدوات الزينة والعطور الموضوعة على الرؤوس والتي كانت مستحبة في مثل هذه الحفلات. ثم هناك منظر لنخت وزوجته وهما جالسان امام التقدمات ويجب ملاحظة القط الذي يجلس تحت كرسى سيدة وهو يلتهم سمكة القيت إليه أغلب الظن من موائد الحفل وقد استطاع الفنان ان يصوره وهو ماسك بالسمكة بين مخلبيه ويبدأ في التهامها.
بالانتقال إلى النصف الآخر من الصالة العرضية يشاهد المناظر التي على جدار المدخل على اليمين وتمثل نخت وزوجته وهو يصب الزيوت العطرة على التقدمات ومجموعة من حاملى التقدمات والمنظر لم ينتهى العمل منه، اما على الجدار الطيق على اليمين أهم مناظر هذا المزار يشاهد رجال يقطفون العنب من إحدى عرائـش الكرم (تكعيبه) ثم وهم يعصرون العنب بأرجلهم ونرى العصير وهو يسيل من ميزاب إلى حوض صغير ليملأ أحد العمال الجرار المرصوصة في أعلى. ونشاهد أسفل هذا المنظر شبكة (مصيدة) مليئة بالطيور البرية تجذب من داخل وغل البردى وهناك رجل جالس يقوم بتنظيف الطيور وأخر ينزع ريشها. ثم هناك منظران للصيد، احدهما يمثل نخت واقفا داخل زورق من البردى يصيد السمك بالحراب والآخر وهو يصيد الطير بالعصى المنحنية (البوميرانج) ومعه سيدتان احدهما جالسة والأخرى واقفة وامامه ابنه الصغير ممسكا بإحدى يديه عصا الرماية الأخرى إحدى الطيور التي سقطت اثناء الصيد. ندخل الصالة الطولية وهي هنا عبارة عن حجرة تكاد تكون مربعة لم ينتهى العمل بها ويوجد بداخلها بئر يوصل إلى حجرة الدفن كما نشاهد في نهايتها فجوة التمثال ويوجد الآن بداخل هذه الفجوة صورة فوتوغرافية للتمثال الذي وجد بداخلها وكان تمثال صغير لنخت يمثله وهو راكع ممسكا بلوحة سجل عليها أحد اناشيد الإله رع وقد غرق التمثال مع السفينة التي كانت ستنقله إلى انجلترا عام 1915.